# Romeo và Juliet

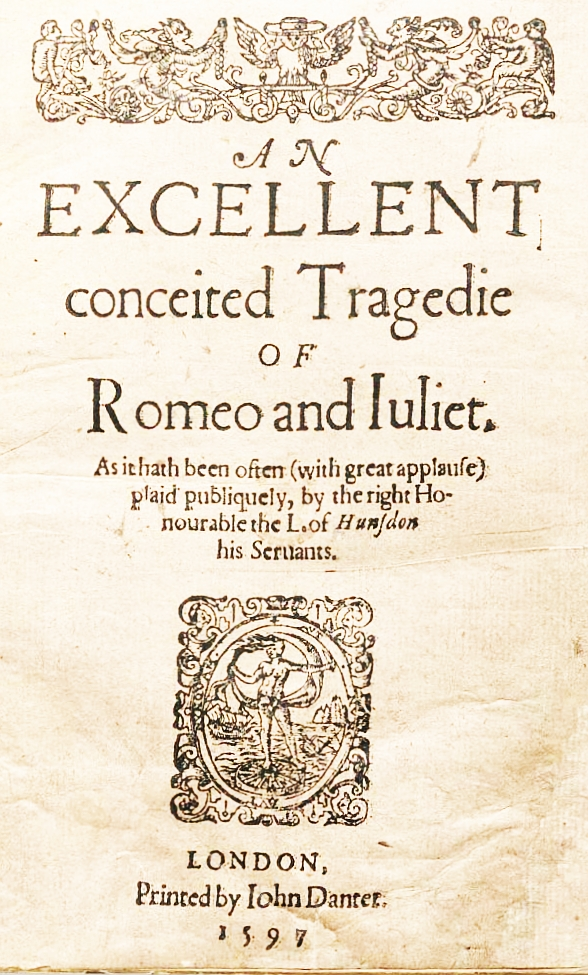

Romeo và Juliet là một vở bi kịch của nhà văn Anh William Shakespeare. Trong những vở kịch của Shakespeare thì vở này cùng Hamlet là 2 vở nổi tiếng nhất và thường xuyên được hậu thế diễn lại. Ngày nay, cái tên Romeo và Juliet thường dùng để chỉ những cặp tình nhân trẻ đang trong giai đoạn chớm nở và mãnh liệt.
Vở kịch này về sau không chỉ phổ biến trong nghệ thuật sân khấu, mà còn được chuyển thành điện ảnh, opera, tiểu thuyết... Sau thời đại chế độ quân chủ được phục hồi tại nước Anh, Romeo và Juliet được bảo tồn và càng được phổ biến rộng rãi bởi William Davenant. Các tác phẩm điện ảnh của vở kịch bao gồm bản năm 1935 của George Cukor, bản năm 1968 của Franco Zeffirelli, bản phim năm 1996 của Baz Luhrmann và bản phim năm 2013 của Carlo Carlei.

## Nhân vật
Vương thất cai trị Verona
- Vương quân Escalus, vị vương quân đang cai trị Verona.
- Bá tước Paris, bà con với vương quân Escalus, luôn mong muốn cưới Juliet.
- Mercutio, một người bà con khác với Escalus, bạn của Romeo.

Gia tộc Capulet
- Quý ngài Capulet, chủ gia đình.
- Quý bà Capulet, bà chủ của gia tộc.
- Juliet, người con gái 13 tuổi của Capulet, nữ chính của vở kịch.
- Tybalt, anh họ của Juliet, cháu trai của bà Capulet.
- Vú nuôi, người luôn quan tâm và chăm sóc Juliet.
- Rosaline, cháu gái của ngài Capulet, tình yêu ban đầu của Romeo.
- Peter, Sampson and Gregory; những người hầu trong nhà.

Gia tộc Montague
- Quý ông Montague, chủ gia đình.
- Quý bà Montague, bà chủ của gia tộc.
- Romeo, con trai của Montague, nam chính của vở kịch.
- Benvolio, họ hàng của Romeo và là bạn tâm giao của chàng.
- Abram và Balthasar; những người hầu trong nhà.

Những người khác
- Friar Laurence, một thầy dòng thuộc dòng thánh Francis, là chỗ dựa của Romeo.
- Friar John, người đưa thư từ giữa Friar Laurence và Romeo.
- Thầy thuốc, người bán thuốc cho Romeo.

## Cốt truyện

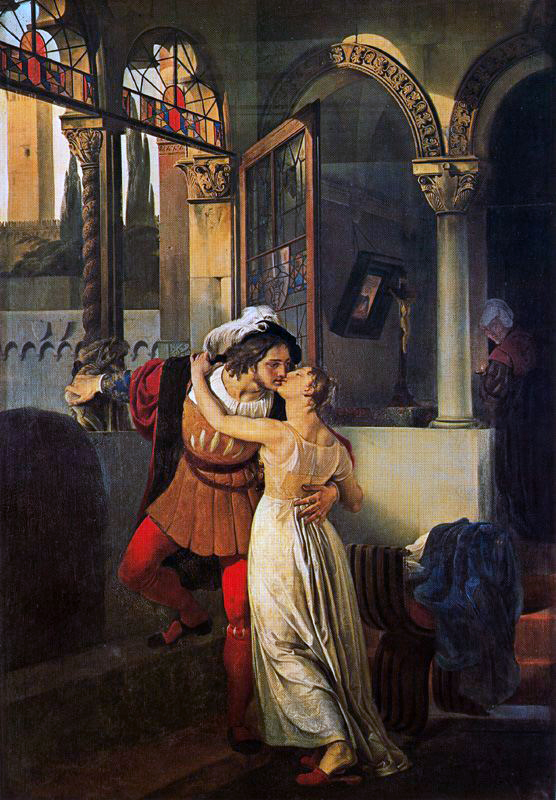
L’ultimo bacio dato a Giulietta da Romeo, vẽ bởi Francesco Hayez năm 1823.

Romeo và Juliet được viết vào khoảng 1594 - 1595, dựa trên một cốt truyện có sẵn kể về một mối tình oan trái vốn là câu chuyện có thật, từng xảy ra ở Ý thời Trung Cổ.
Câu chuyện bắt đầu tại thành Verona, hai dòng họ nhà Montague và nhà Capulet có mối hận thù lâu đời. Romeo, con trai họ Montague và Juliet, con gái họ Capulet đã yêu nhau say đắm ngay từ cái nhìn đầu tiên tại buổi dạ tiệc tổ chức tại nhà Capulet, do là dạ tiệc hoá trang nên Romeo mới có thể trà trộn vào trong đó. Đôi trai gái này đã đến nhà thờ nhờ tu sĩ Friar Laurence bí mật làm lễ cưới.
Đột nhiên xảy ra một sự việc: do xung khắc, anh họ của Juliet là Tybalt đã giết chết người bạn rất thân của Romeo là Mercutio. Để trả thù cho bạn, Romeo đã đâm chết Tybalt. Mối thù giữa hai dòng họ càng trở nên sâu nặng. Vì tội giết người nên Romeo bị trục xuất khỏi Verona và bị đi đày biệt xứ. Tưởng như mối tình của Romeo và Juliet bị tan vỡ khi Romeo đi rồi, Juliet bị cha mẹ ép gả cho Bá tước Paris. Juliet cầu cứu sự giúp đỡ của tu sĩ Laurence. Tu sĩ cho nàng uống một liều thuốc ngủ, uống vào sẽ như người đã chết, thuốc có tác dụng trong vòng 42 tiếng. Tu sĩ sẽ báo cho Romeo đến hầm mộ cứu nàng trốn khỏi thành Verona.
Đám cưới giữa Juliet và Paris trở thành đám tang. Xác Juliet được đưa xuống hầm mộ. Tu sĩ chưa kịp báo cho Romeo thì từ chỗ bị lưu đày nghe tin Juliet chết, Romeo đau đớn trốn về Verona. Trên đường về chàng kịp mua một liều thuốc cực độc dành cho mình. Tại nghĩa địa, gặp Paris đến viếng Juliet, Romeo đâm chết Paris rồi uống thuốc độc tự tử theo người mình yêu. Romeo vừa gục xuống thì thuốc của Juliet hết hiệu nghiệm. Nàng tỉnh dậy và nhìn thấy xác Romeo bên cạnh đã chết, Juliet rút dao tự vẫn.
Cái chết tang thương của đôi bạn trẻ đã thức tỉnh hai dòng họ. Bên xác hai người, hai dòng họ đã quên mối thù truyền kiếp và bắt tay nhau đoàn tụ, nhưng câu chuyện tình yêu ấy vẫn mãi sẽ là nỗi đau rất lớn trong lòng những người biết đến họ.